# Abraham Lincoln (film, 1930)
Pour les articles homonymes, voir Abraham Lincoln (homonymie).
Pour plus de détails, voir Fiche technique et Distribution.
Abraham Lincoln (D. W. Griffith's 'Abraham Lincoln) est un film biographique américain réalisé par D. W. Griffith, sorti en 1930.
C'est le premier des deux seuls films parlants réalisés par Griffith ; le film n'a pas connu le succès à sa sortie mais est à présent considéré comme le meilleur[réf. nécessaire] sur Lincoln à ce jour. Le récit contient pourtant de nombreuses inexactitudes historiques, dont la romance avec Ann Rutledge, réfutée par certains historiens[Lesquels ?].

## Synopsis
Il s'agit d'un essai retraçant la vie d'Abraham Lincoln.

## Fiche technique
- Réalisation : D. W. Griffith
- Scénario : John W. Considine Jr. et Stephen Vincent Benet
- Photographie : Karl Struss
- Montage : James Smith et Hal C. Kern (conseiller)
- Costumes : Walter J. Israel
- Producteurs : D. W. Griffith et Joseph M. Schenck
- Sociétés de production : D.W. Griffith Productions et Feature Productions
- Société de distribution : United Artists
- Genre : Film dramatique, Film biographique, Film historique
- Date de sortie :
  - États-Unis : 25 août 1930

## Distribution
- Walter Huston : Abraham Lincoln
- Una Merkel : Ann Rutledge
- William L. Thorne : Tom Lincoln
- Lucille La Verne : sage-femme
- Helen Freeman : Nancy Hanks Lincoln
- Kay Hammond : Mary Todd Lincoln
- Otto Hoffman : Offut
- Ian Keith : John Wilkes Booth
- Russell Simpson : Oncle Jimmy
- Helen Ware : Mme Edwards
- Jason Robards Sr. : Billy Herndon
- Frank Campeau : Philip Sheridan
- E. Alyn Warren : Stephen A. Douglas / Général Ulysses S. Grant
- Cameron Prud'homme : acteur inconnu
- Henry B Wallhall : acteur inconnu
- Edgar Dearing : acteur inconnu
- Oscar Apfel : Edwin Stanton (secrétaire à la guerre)

Acteurs non crédités
- Ed Brady : un courrier confédéré
- Robert Brower : rôle non spécifié
- Mary Forbes : une actrice
- Robert Homans : un sénateur, conseiller de Lincoln
- Ralph Lewis : un membre du cabinet de Lincoln
- George MacQuarrie : un membre du cabinet de Lincoln